# تومرنست
تومرنست (به لاتین: Tømmerneset) یک منطقهٔ مسکونی در نروژ است که در Hamarøy واقع شده‌است.

## خصوصیات
تومرنست ۵۱ متر بالاتر از سطح دریا واقع شده‌است.